# 2899 Ранран Шоу
2899 Ранран Шоу (2899 Runrun Shaw) — астероїд головного поясу, відкритий 8 жовтня 1964 року.
Тіссеранів параметр щодо Юпітера — 3,601.